# Liste des matchs de l'équipe d'Inde de football par adversaire
Cette liste présente les matchs de l'équipe d'Inde de football par adversaire rencontré.
- Haut – A
- B
- C
- D
- E
- F
- G
- H
- I
- J
- K
- L
- M
- N
- O
- P
- Q
- R
- S
- T
- U
- V
- W
- X
- Y
- Z

## A

### Argentine
| Date            | Lieu     | Match            | Score | Compétition                     |
| 14 janvier 1984 | Calcutta | Inde - Argentine | 0-1   | Match amical (Coupe Nehru 1984) |

#### Bilan
- Total de matchs disputés : 1
- Victoires de l'équipe d'Argentine : 1
- Victoires de l'équipe d'Inde : 0
- Match nul : 0

### Australie
| Date              | Lieu       | Match            | Score | Compétition                   |
| 3 septembre 1938  | Sydney     | Australie - Inde | 5-3   | Match amical                  |
| 10 septembre 1938 | Brisbane   | Australie - Inde | 4-4   | Match amical                  |
| 17 septembre 1938 | Newcastle  | Australie - Inde | 1-4   | Match amical                  |
| 24 septembre 1938 | Sydney     | Australie - Inde | 5-4   | Match amical                  |
| 1er octobre 1938  | Melbourne  | Australie - Inde | 3-1   | Match amical                  |
| 1er décembre 1956 | Melbourne  | Australie - Inde | 2-4   | JO 1956 (quarts-de-finale)    |
| 12 décembre 1956  | Sydney     | Australie - Inde | 1-7   | Match amical                  |
| 10 janvier 2011   | Doha Qatar | Inde - Australie | 0-4   | Coupe d'Asie des Nations 2011 |

#### Bilan[1]
- Total de matchs disputés : 8
- Victoires de l'équipe d'Australie : 4
- Victoires de l'équipe d'Inde : 3
- Match nul : 1

## B

### Bhoutan

#### Confrontations
Confrontations entre l'Inde et le Bhoutan :
|   | Date              | Lieu      | Match          | Score    | Compétition                                        |
| - | ----------------- | --------- | -------------- | -------- | -------------------------------------------------- |
| 1 | 23 décembre 1985  | Dacca     | Inde - Bhoutan | 3-0      | Jeux sud-asiatiques de 1985 (gr. B)                |
| 2 | 28 septembre 1999 | Katmandou | Inde - Bhoutan | 3-0      | Jeux sud-asiatiques de 1999 (gr. B)                |
| 3 | 10 décembre 2005  | Karachi   | Inde - Bhoutan | 3-0      | Coupe d'Asie du Sud de football 2005 (gr. B)       |
| 4 | 11 juin 2008      | Malé      | Inde - Bhoutan | 2-1 (ap) | Coupe d'Asie du Sud de football 2008 (demi-finale) |
| 5 | 5 décembre 2011   | Delhi     | Inde - Bhoutan | 5-0      | Championnat d'Asie du Sud de football 2011 (gr. A) |
| 6 | 13 août 2016      | Thimphou  | Bhoutan - Inde | 0-3      | Match amical                                       |

#### Bilan
Au 30 mars 2019 :
- Total de matchs disputés : 6
- Victoires de l'Inde : 6
- Match nul : 0
- Victoires du Bhoutan : 0
- Total de buts marqués par l'Inde : 19
- Total de buts marqués par le Bhoutan : 1

### Brunei

#### Confrontations
Confrontations entre Brunei et l'Inde :
|   | Date        | Lieu                | Match         | Score | Compétition                                                      |
| - | ----------- | ------------------- | ------------- | ----- | ---------------------------------------------------------------- |
| 1 | 12 mai 2001 | Bandar Seri Begawan | Brunei - Inde | 0-1   | Tour préliminaire à la Coupe du monde 2002 (zone Asie, 1er tour) |
| 2 | 20 mai 2001 | Bangalore           | Inde - Brunei | 5-0   | Tour préliminaire à la Coupe du monde 2002 (zone Asie, 1er tour) |

#### Bilan
Au 31 mars 2019 :
- Total de matchs disputés : 2
- Victoires de Brunei : 0
- Match nul : 0
- Victoires de l'Inde : 2
- Total de buts marqués par Brunei : 0
- Total de buts marqués par l'Inde : 6

## C

### Cambodge
| Date             | Lieu         | Match           | Score | Compétition    |
| 27 août 1964     | Kuala Lumpur | Inde - Cambodge | 4-0   |                |
| 18 novembre 1967 | Rangoun      | Inde - Cambodge | 1-3   |                |
| 1er août 1973    | Kuala Lumpur | Inde - Cambodge | 3-0   |                |
| 17 août 2007     | New Delhi    | Inde - Cambodge | 6-0   | Nehru Cup 2007 |
| 22 mars 2017     | Phnom Penh   | Cambodge - Inde | 2-3   | Match amical   |

#### Bilan
Total de matchs disputés : 5
- Victoires de l'équipe d'Inde : 4
- Match nul : 0
- Victoire de l'équipe du Cambodge : 1

## E

### Émirats arabes unis

#### Confrontations
Confrontations entre les Émirats arabes unis et l'Inde :
|    | Date             | Lieu         | Match                      | Score | Compétition                                                      |
| -- | ---------------- | ------------ | -------------------------- | ----- | ---------------------------------------------------------------- |
| 1  | 5 septembre 1981 | Kuala Lumpur | Émirats arabes unis - Inde | 0-2   | Tournoi Merdeka 1981 (ms) (gr. A)                                |
| 2  | 4 décembre 1984  | Singapour    | Émirats arabes unis - Inde | 2-0   | Coupe d'Asie des nations 1984 (gr. 2)                            |
| 3  | 21 juin 1988     | Abou Dabi    | Émirats arabes unis - Inde | 3-0   | Tour préliminaire à la Coupe d'Asie des nations 1988 (gr. 1)     |
| 4  | 21 novembre 1999 | Abou Dabi    | Émirats arabes unis - Inde | 3-1   | Tour préliminaire à la Coupe d'Asie des nations 2000 (gr. 3)     |
| 5  | 8 avril 2001     | Bangalore    | Inde - Émirats arabes unis | 1-0   | Tour préliminaire à la Coupe du monde 2002 (zone Asie, 1er tour) |
| 6  | 26 avril 2001    | Al-Aïn       | Émirats arabes unis - Inde | 1-0   | Tour préliminaire à la Coupe du monde 2002 (zone Asie, 1er tour) |
| 7  | 18 novembre 2010 | Dubaï        | Émirats arabes unis - Inde | 5-0   | Match amical                                                     |
| 8  | 23 juillet 2011  | Al-Aïn       | Émirats arabes unis - Inde | 3-0   | Éliminatoires de la Coupe du monde 2014 (zone Asie, 2e tour)     |
| 9  | 28 juillet 2011  | Delhi        | Inde - Émirats arabes unis | 2-2   | Éliminatoires de la Coupe du monde 2014 (zone Asie, 2e tour)     |
| 10 | 10 janvier 2019  | Abou Dabi    | Émirats arabes unis - Inde | 2-0   | Coupe d'Asie des Nations 2019 (gr. A)                            |

#### Bilan
Au 12 avril 2019 :
- Total de matchs disputés : 10
- Victoires des Émirats arabes unis : 7
- Matchs nuls  : 1
- Victoires de l'Inde : 2
- Total de buts marqués par les Émirats arabes unis : 21
- Total de buts marqués par l'Inde : 6

## F

### Fidji
| Date         | Lieu    | Match        | Score | Compétition  |
| 12 août 2005 | Lautoka | Fidji - Inde | 1-0   | Match amical |
| 14 août 2005 | Suva    | Fidji - Inde | 2-1   | Match amical |

#### Bilan
Total de matchs disputés : 2
- Victoires de l'équipe d'Inde : 0
- Match nul : 0
- Victoire de l'équipe des Fidji : 2

## G

### Guyana

#### Confrontations
Confrontations entre l'Inde et le Guyana en matchs officiels :
|   | Date         | Lieu       | Match         | Score | Compétition  |
| - | ------------ | ---------- | ------------- | ----- | ------------ |
| 1 | 24 août 2011 | Providence | Guyana - Inde | 2-1   | Match amical |

#### Bilan
Au 18 août 2018 :
- Total de matchs disputés : 1
- Victoires de l'Inde : 0
- Matchs nuls : 0
- Victoires du Guyana : 1
- Total de buts marqués par l'Inde : 1
- Total de buts marqués par le Guyana : 2

## H

### Hongrie
| Date            | Lieu       | Match          | Score | Compétition  |
| 17 janvier 1991 | Trivandrum | Inde - Hongrie | 1-2   | Match amical |

#### Bilan
- Total de matchs disputés : 1
- Victoires de l'équipe d'Inde : 0
- Match nul : 0
- Victoire de l'équipe de Hongrie : 1

## I

### Islande
| Date            | Lieu   | Match          | Score | Compétition                               |
| 13 janvier 2001 | Cochin | Inde - Islande | 0-3   | Match amical (Millenium Super Soccer Cup) |

#### Bilan
- Total de matchs disputés : 1
- Victoires de l'équipe d'Inde : 0
- Match nul : 0
- Islande Victoire de l'équipe d'Islande : 1

## J

### Japon
Confrontations entre l'Inde et le Japon :
| Date             | Lieu         | Match        | Score | Compétition                                                                      |
| 3 mai 1954       | Manille      | Inde - Japon | 3-2   | Match amical                                                                     |
| 6 août 1961      | Kuala Lumpur | Japon - Inde | 3-1   | Match amical                                                                     |
| 27 août 1962     | Jakarta      | Inde - Japon | 2-0   | Match amical                                                                     |
| 15 août 1965     | Malaisie     | Japon - Inde | 1-1   | Match amical                                                                     |
| 20 août 1966     | Malaisie     | Japon - Inde | 0-3   | Match amical                                                                     |
| 10 décembre 1966 | Bangkok      | Japon - Inde | 2-1   | Match amical                                                                     |
| 17 décembre 1970 | Bangkok      | Japon - Inde | 1-0   | Match amical                                                                     |
| 19 décembre 1970 | Bangkok      | Inde - Japon | 1-0   | Match amical                                                                     |
| 21 août 1971     | Malaisie     | Japon - Inde | 1-0   | Match amical                                                                     |
| 8 août 1976      | Kuala Lumpur | Japon - Inde | 5-1   | Match amical                                                                     |
| 3 septembre 1981 | Kuala Lumpur | Japon - Inde | 3-2   | Match amical                                                                     |
| 3 décembre 1998  | Thaïlande    | Japon - Inde | 1-0   | Jeux Asiatiques 1998                                                             |
| 9 juin 2004      | Saitama      | Japon - Inde | 7-0   | Qualifications pour la Coupe du monde 2006 - 2e tour (Groupe 3)                  |
| 8 septembre 2004 | Calcutta     | Inde - Japon | 0-4   | Qualifications pour la Coupe du monde 2006 - 2e tour (Groupe 3)                  |
| 22 février 2006  | Yokohama     | Japon - Inde | 6-0   | Qualifications pour la Coupe d'Asie des Nations 2007 - Tour principal (Groupe A) |
| 11 octobre 2006  | Bangalore    | Inde - Japon | 0-3   | Qualifications pour la Coupe d'Asie des Nations 2007 - Tour principal (Groupe A) |

#### Bilan
- Total de matchs disputés : 16
- Victoires de l'équipe du Japon : 11
- Match nul : 1
- Victoires de l'équipe d'Inde : 4

## K

### Kirghizistan

#### Confrontations
Confrontations entre l'Inde et le Kirghizistan :
|   | Date         | Lieu      | Match               | Score | Compétition                                                   |
| - | ------------ | --------- | ------------------- | ----- | ------------------------------------------------------------- |
| 1 | 26 août 2007 | Delhi     | Inde - Kirghizistan | 3-0   | Coupe Nehru 2007 (1er tour)                                   |
| 2 | 23 août 2009 | Delhi     | Inde - Kirghizistan | 2-1   | Coupe Nehru 2009 (1er tour)                                   |
| 3 | 13 juin 2017 | Bangalore | Inde - Kirghizistan | 1-0   | Éliminatoires de la Coupe d'Asie des nations de football 2019 |
| 4 | 27 mars 2018 | Bichkek   | Kirghizistan - Inde | 2-1   | Éliminatoires de la Coupe d'Asie des nations de football 2019 |

#### Bilan
Au 3 avril 2019 :
- Total de matchs disputés : 4
- Victoires de l'Inde : 3
- Matchs nuls : 0
- Victoires du Kirghizistan : 1
- Total de buts marqués par l'Inde : 8
- Total de buts marqués par le Kirghizistan : 5

## M

### Macao

#### Confrontations
Confrontations entre Macao et l'Inde :
|   | Date             | Lieu      | Match        | Score | Compétition                                                 |
| - | ---------------- | --------- | ------------ | ----- | ----------------------------------------------------------- |
| 1 | 5 septembre 2017 | Macao     | Macao - Inde | 0-2   | Éliminatoires de la Coupe d'Asie des nations 2019 (3e tour) |
| 2 | 11 octobre 2017  | Bangalore | Inde - Macao | 4-1   | Éliminatoires de la Coupe d'Asie des nations 2019 (3e tour) |

#### Bilan
Au 9 avril 2019 :
- Total de matchs disputés : 2
- Victoires de Macao : 0
- Matchs nuls : 0
- Victoires de l'Inde : 2
- Total de buts marqués par Macao : 1
- Total de buts marqués par l'Inde : 6

### Maldives

#### Confrontations
Confrontations entre les Maldives et l'Inde :
|    | Date              | Lieu               | Match           | Score | Compétition                                          |
| -- | ----------------- | ------------------ | --------------- | ----- | ---------------------------------------------------- |
| 1  | 23 novembre 1987  | Calcutta           | Inde - Maldives | 5-0   | Jeux sud-asiatiques de 1987 (gr. A)                  |
| 2  | 9 septembre 1997  | Katmandou          | Maldives - Inde | 2-2   | Coupe d'Asie du Sud 1997 (gr. B)                     |
| 3  | 13 septembre 1997 | Katmandou          | Inde - Maldives | 5-1   | Coupe d'Asie du Sud 1997 (finale)                    |
| 4  | 17 novembre 1998  | Colombo            | Inde - Maldives | 2-1   | Match amical                                         |
| 5  | 29 avril 1999     | Margao             | Inde - Maldives | 2-1   | Coupe d'Asie du Sud 1999 (gr. A)                     |
| 6  | 4 octobre 1999    | Katmandou          | Inde - Maldives | 3-1   | Jeux sud-asiatiques de 1999 (match pour la 3e place) |
| 7  | 14 décembre 2005  | Karachi            | Maldives - Inde | 0-1   | Coupe d'Asie du Sud 2005 (demi-finale)               |
| 8  | 7 juin 2008       | Malé               | Maldives - Inde | 0-1   | Coupe d'Asie du Sud 2008 (gr. A)                     |
| 9  | 14 juin 2008      | Colombo            | Inde - Maldives | 0-1   | Coupe d'Asie du Sud 2008 (finale)                    |
| 10 | 10 juillet 2011   | Malé               | Maldives - Inde | 1-1   | Match amical                                         |
| 11 | 9 décembre 2011   | Delhi              | Inde - Maldives | 3-1   | Championnat d'Asie du Sud 2011 (demi-finale)         |
| 12 | 25 août 2012      | Delhi              | Inde - Maldives | 3-0   | Coupe Nehru 2012 (1er tour)                          |
| 13 | 9 septembre 2013  | Katmandou          | Maldives - Inde | 0-1   | Championnat d'Asie du Sud 2013 (demi-finale)         |
| 14 | 31 décembre 2015  | Thiruvananthapuram | Inde - Maldives | 3-2   | Championnat d'Asie du Sud 2015 (demi-finale)         |
| 15 | 9 septembre 2018  | Dacca              | Inde - Maldives | 2-0   | Championnat d'Asie du Sud 2018 (gr. B)               |
| 16 | 15 septembre 2018 | Dacca              | Maldives - Inde | 2-1   | Championnat d'Asie du Sud 2018 (finale)              |

#### Bilan
Au 6 avril 2019 :
- Total de matchs disputés : 16
- Victoires des Maldives : 2
- Matchs nuls : 2
- Victoires de l'Inde : 12
- Total de buts marqués par les Maldives : 13
- Total de buts marqués par l'Inde : 35

### Maroc
| Date            | Lieu  | Match        | Score | Compétition                     |
| 31 janvier 1985 | Kochi | Inde - Maroc | 0-1   | Match amical (Coupe Nehru 1985) |

#### Bilan
- Total de matchs disputés : 1
- Victoires de l'équipe du Maroc : 1
- Match nul : 0
- Victoires de l'équipe d'Inde : 0

## N

### Namibie
| Date              | Lieu      | Match          | Score | Compétition  |
| 15 septembre 2010 | New Delhi | Inde - Namibie | 2 - 0 | Match amical |

#### Bilan
- Total de matchs disputés : 1
- Victoires de l'équipe d'Inde : 1
- Victoires de l'équipe de Namibie : 0
- Match nul : 0

### Népal
| Date              | Lieu                    | Match        | Score           | Compétition                                   |
| 21 décembre 1985  | Dacca Bangladesh        | Népal - Inde | 0-2             | Jeux d'Asie du Sud de 1985                    |
| 26 novembre 1987  | Calcutta Inde           | Inde - Népal | 1-0             | Jeux d'Asie du Sud de 1987                    |
| 26 octobre 1989   | Islamabad Pakistan      | Inde - Népal | 2-1             | Jeux d'Asie du Sud de 1989                    |
| 21 juillet 1993   | Lahore Pakistan         | Inde - Népal | 1-0             | Coupe d'Asie du Sud 1993                      |
| 26 décembre 1993  | Dacca Bangladesh        | Népal - Inde | 2-2 (tab : 4-3) | Jeux d'Asie du Sud de 1993                    |
| 25 décembre 1995  | Madras Inde             | Inde - Népal | 3-0             | Jeux d'Asie du Sud de 1995                    |
| 5 décembre 1998   | Thaïlande               | Inde - Népal | 1-0             | Jeux asiatiques de 1998 (1er tour, groupe C)  |
| 30 septembre 1999 | Katmandou Népal         | Népal - Inde | 0-4             | Jeux d'Asie du Sud de 1999                    |
| 8 décembre 2005   | Karachi Pakistan        | Inde - Népal | 2-1             | Coupe d'Asie du Sud 2005 (1er tour, groupe B) |
| 3 juin 2008       | Malé Maldives           | Inde - Népal | 4-0             | Coupe d'Asie du Sud 2008 (1er tour, groupe A) |
| 28 août 2012      | New Delhi               | Inde - Népal | 0-0             | Tournoi amical (Nehru Cup 2012)               |
| 5 septembre 2013  | Katmandou Népal         | Inde - Népal | 1-2             | Coupe d'Asie du Sud 2013 (1er tour, groupe A) |
| 19 novembre 2013  | Siliguri Inde           | Inde - Népal | 2-0             | Match amical                                  |
| 12 mars 2015      | Guwahati Inde           | Inde - Népal | 2-0             | Qualifications pour la Coupe du monde 2018    |
| 17 mars 2015      | Katmandou Népal         | Népal - Inde | 0-0             | Qualifications pour la Coupe du monde 2018    |
| 31 août 2015      | Pune Inde               | Inde - Népal | 0-0             | Match amical                                  |
| 27 décembre 2015  | Thiruvananthapuram Inde | Inde - Népal | 4-1             | Coupe d'Asie du Sud 2015 (1er tour, groupe A) |
| 6 juin 2017       | Bombay Inde             | Inde - Népal | 2-0             | Match amical                                  |

#### Bilan
- Total de matchs disputés : 18
- Victoires de l'équipe d'Inde : 13
- Victoires de l'équipe du Népal : 1
- Matchs nuls : 4

## P

### Pakistan
| Date               | Lieu          | Match           | Score | Compétition                                                   |
| 23 octobre 1953    | Rangoun       | Inde - Pakistan | 1-0   | Match amical (Coupe Colombo)                                  |
| 19 décembre 1954   | Calcutta      | Inde - Pakistan | 3-1   | Match amical (Coupe Colombo)                                  |
| 26 décembre 1955   | Dacca         | Pakistan - Inde | 1-2   | Match amical (Coupe Colombo)                                  |
| 7 décembre 1959    | Cochin        | Inde - Pakistan | 1-0   | Coupe d'Asie des nations 1960 (Tour préliminaire, zone Ouest) |
| 13 décembre 1959   | Cochin        | Inde - Pakistan | 0-1   | Coupe d'Asie des nations 1960 (Tour préliminaire, zone Ouest) |
| 15 novembre 1967   | Rangoun       | Pakistan - Inde | 1-1   | Coupe d'Asie des nations 1968 (Tour préliminaire, groupe 1)   |
| 11 octobre 1984    | Calcutta      | Inde - Pakistan | 2-0   | Coupe d'Asie des nations 1984 (Tour préliminaire, groupe 3)   |
| 21 novembre 1987   | Calcutta      | Inde - Pakistan | 0-0   | Match amical                                                  |
| 22 décembre 1991   | Colombo       | Pakistan - Inde | 0-0   | Match amical                                                  |
| 9 mai 1992         | Calcutta      | Inde - Pakistan | 2-0   | Coupe d'Asie des nations 1992 (Tour préliminaire, groupe 3)   |
| 23 juillet 1993    | Lahore        | Pakistan - Inde | 1-1   | Match amical                                                  |
| 24 décembre 1993   | Dacca         | Pakistan - Inde | 2-2   | Match amical                                                  |
| 11 septembre 1997  | Katmandou     | Inde - Pakistan | 2-0   | Match amical                                                  |
| 26 avril 1999      | Margao        | Inde - Pakistan | 2-0   | Match amical                                                  |
| 26 septembre 1999  | Katmandou     | Inde - Pakistan | 5-2   | Match amical                                                  |
| 10 janvier 2003    | Dacca         | Inde - Pakistan | 1-0   | Match amical                                                  |
| 20 janvier 2003    | Dacca         | Inde - Pakistan | 2-1   | Match amical                                                  |
| 12 juin 2005       | Quetta        | Pakistan - Inde | 1-1   | Match amical                                                  |
| 16 juin 2005       | Peshawar      | Pakistan - Inde | 0-1   | Match amical                                                  |
| 18 juin 2005       | Lahore        | Pakistan - Inde | 3-0   | Match amical                                                  |
| 5 juin 2008        | Malé          | Inde - Pakistan | 2-1   | Match amical                                                  |
| 23 mars 2011       | Petaling Jaya | Pakistan - Inde | 1-3   | AFC Challenge Cup 2012 (Phase de groupes, groupe D)           |
| 1er septembre 2013 | Katmandou     | Inde - Pakistan | 1-0   | Championnat d'Asie du Sud 2013 (Matchs de poule, groupe A)    |

#### Bilan
- Total de matchs disputés : 23
- Victoires de l'équipe d'Inde : 15
- Victoires de l'équipe du Pakistan : 2
- Matchs nuls : 6

### Pérou
| Date            | Lieu            | Match        | Score | Compétition                     |
| 30 janvier 1986 | Trivandrum Inde | Inde - Pérou | 1-0   | Match amical (Coupe Nehru 1986) |

#### Bilan
- Total de matchs disputés : 1
- Victoires de l'équipe d'Inde : 1
- Victoires de l'équipe du Pérou : 0
- Matchs nuls : 0

## R

### Russie
| Date              | Lieu     | Match         | Score | Compétition                |
| 16 septembre 1955 | Moscou   | URSS - Inde   | 11-1  | Match amical               |
| 18 septembre 1971 | Moscou   | URSS - Inde   | 5-0   | Match amical               |
| 24 mars 1995      | Calcutta | Russie - Inde | 3-1   | Match amical (Coupe Nehru) |

#### Bilan
- Total de matchs disputés : 2
- Victoires de l'équipe d'Inde : 0
- Victoires de l'équipe d'URSS et de l'équipe de Russie : 3
- Matchs nuls : 0

## S

### Sri Lanka
| Date              | Lieu               | Match            | Score | Compétition                                            |
| 5 mars 1952       | Colombo            | Ceylan - Inde    | 0-2   | Match amical (Coupe Colombo 1952)                      |
| 27 octobre 1953   | Rangoon            | Inde - Ceylan    | 2-0   | Match amical (Coupe Colombo 1953)                      |
| 18 décembre 1954  | Calcutta           | Inde - Ceylan    | 1-1   | Match amical (Coupe Colombo 1954)                      |
| 16 septembre 1955 | Dacca              | Inde - Ceylan    | 4-3   | Match amical                                           |
| 25 octobre 1989   | Islamabad          | Inde - Sri Lanka | 2-1   | Jeux sud-asiatiques de 1989 (Groupe A)                 |
| 16 juillet 1993   | Lahore             | Inde - Sri Lanka | 2-0   | Coupe d'Asie du Sud 1993                               |
| 22 décembre 1993  | Dacca              | Inde - Sri Lanka | 2-0   | Jeux sud-asiatiques de 1993 (Groupe B)                 |
| 29 mars 1995      | Colombo            | Sri Lanka - Inde | 2-2   | Coupe d'Asie du Sud 1995 (Groupe B)                    |
| 2 avril 1995      | Colombo            | Sri Lanka - Inde | 1-0   | Coupe d'Asie du Sud 1995 (Finale)                      |
| 23 décembre 1995  | Chennai            | Inde - Sri Lanka | 1-0   | Jeux sud-asiatiques de 1995 (Groupe A)                 |
| 24 décembre 1996  | Doha               | Sri Lanka - Inde | 1-1   | Qualifications pour la Coupe du monde 1998 (Groupe 10) |
| 27 novembre 1999  | Abou Dabi          | Sri Lanka - Inde | 1-3   | Qualifications pour la Coupe d'Asie 2000 (Groupe 3)    |
| 14 janvier 2003   | Dacca              | Inde - Sri Lanka | 1-1   | Coupe d'Asie de Sud 2003 (Groupe A)                    |
| 26 août 2009      | Delhi              | Inde - Sri Lanka | 3-1   | Match amical (Coupe Nehru 2009)                        |
| 7 décembre 2011   | Delhi              | Inde - Sri Lanka | 3-0   | Coupe d'Asie de Sud 2011 (Groupe A)                    |
| 25 décembre 2015  | Thiruvananthapuram | Sri Lanka - Inde | 0-2   | Coupe d'Asie de Sud 2015 (Groupe A)                    |

#### Bilan
- Total de matchs disputés : 16
- Victoires de l'équipe d'Inde : 11
- Match nul : 4
- Victoire de l'équipe du Sri Lanka : 1

### Suriname
| Date         | Lieu       | Match           | Score | Compétition  |
| 15 juin 1984 | Paramaribo | Suriname - Inde | 6-2   | Match amical |
| 17 juin 1984 | Paramaribo | Suriname - Inde | 4-1   | Match amical |

#### Bilan
- Total de matchs disputés : 2
- Victoires de l'équipe d'Inde : 0
- Match nul : 0
- Victoire de l'équipe du Suriname : 2

## U

### Uruguay

#### Confrontations
Confrontations entre l'Inde et l'Uruguay en matchs officiels.
|   | Date            | Lieu     | Match          | Score | Compétition      |
| - | --------------- | -------- | -------------- | ----- | ---------------- |
| 1 | 25 février 1982 | Calcutta | Inde - Uruguay | 1-3   | Coupe Nehru 1982 |

#### Bilan
Au 21 juillet 2018 :
- Total de matchs disputés : 1
- Victoires de l'Uruguay : 1
- Victoires de l'Inde : 0
- Matchs nuls : 0
- Total de buts marqués par l'Uruguay : 3
- Total de buts marqués par l'Inde : 1

## Z

### Zambie
| Date             | Lieu        | Match         | Score | Compétition  |
| 29 novembre 2011 | Margao Inde | Inde - Zambie | 0-5   | Match amical |

#### Bilan
- Total de matchs disputés : 1
- Victoires de l'équipe d'Inde : 0
- Victoires de l'équipe de Zambie : 1
- Matchs nuls : 0